# Socialisternas marsch
Socialisternas marsch, är en socialistisk kampsång. Originaltexten är på danska av Ulrik P. Overby och med musik av Joseph Rasmussen. Den svenska översättningen gjordes av Johan Lindström Saxon och publicerades för första gången den 5 november 1885 i tidningen Social-Demokraten.

## Texten
Snart dagas det bröder! Se östern i guld.
Till arbete låtom oss gå!
Vi fattiga äga ej skydd eller huld.
På jorden knappt leva vi få.
Man kringskär vår frihet, förminskar vårt bröd.
Till arbetet, liv eller död.

Årtusendens ok på vår skuldra blev lagt.
Vi buro det tyst i vår nöd.
Men äro vi mängden så vare det sagt:
"Vi fordra vårt dagliga bröd!"
Och eniga gå vi i lust och i nöd.
Till arbetet, liv eller död.

Att bliva, så andligt som kroppsligen, träl,
den växande släkt fostras opp
och därför så ofta är mörkt i dess själ
och släckt varje glädje och hopp.
Ty lyckan förvissnar vid bristen på bröd.
Till arbetet, liv eller död.

Vår härd är så kall och vårt hem blott ett hål,
för armod och tvedräkt en hamn.
Och sedan man brutit vår viljekrafts stål,
så kastar man smuts på vårt namn.
Och lämnas blott hatets förbrännande glöd.
Till arbetet, liv eller död.

De rike de gödas med arbetarsvett
och prästerna ge oss ett hem
då slutligt vi stupat - ett helvete hett
om icke vi offra åt dem.
Vi bygga en guldgrav, tyranner! För bröd.
Till arbetet, liv eller död.

Det knakar i samhällets fogar och band.
Låt falla vad icke kan stå!
Men räck mig, o broder, din trofasta hand
förinnan i nöd vi förgå.
En fästning vi bygga till värn i vår nöd.
Till arbetet, liv eller död.